# Esporte Clube Pinheiros
L'Esporte Clube Pinheiros è una società polisportiva brasiliana di San Paolo del Brasile.
Ha 44 sezioni che gestiscono altrettante discipline.

## Storia
Fu fondato il 7 settembre 1899 dall'imigrato tedesco Hans Nobiling con la denominazione Sport Club Germânia . A Nobiling si affiancarono, all'atto della creazione, svariati altri co-fondatori, di diverse nazionalità; come colori sociali furono scelti il nero e il blu, ispirandosi a quelli dell'Amburgo. I principali successi della società sono giunti nel calcio e nelle discipline olimpiche: difatti molti atleti del Pinheiros hanno partecipato a varie edizioni dei Giochi.
Con l'ingresso del Brasile nella seconda guerra mondiale a fianco degli Alleati al club fu imposto di cambiare nome e cancellare ogni riferimento alla Germania.

## Squadre
- Esporte Clube Pinheiros (calcio)
- Esporte Clube Pinheiros (pallavolo femminile)
- Esporte Clube Pinheiros (pallavolo maschile)
- Esporte Clube Pinheiros (pallacanestro)
- Esporte Clube Pinheiros (pallamano)